# Upeneus taeniopterus
Espèce
Synonymes
- Upeneus arge,  Jordan & Evermann, 1903

Le poisson-chèvre à queue rayée (Upeneus taeniopterus) est une espèce de poissons marins appartenant à la famille des Mullidae.